# Antisionismo

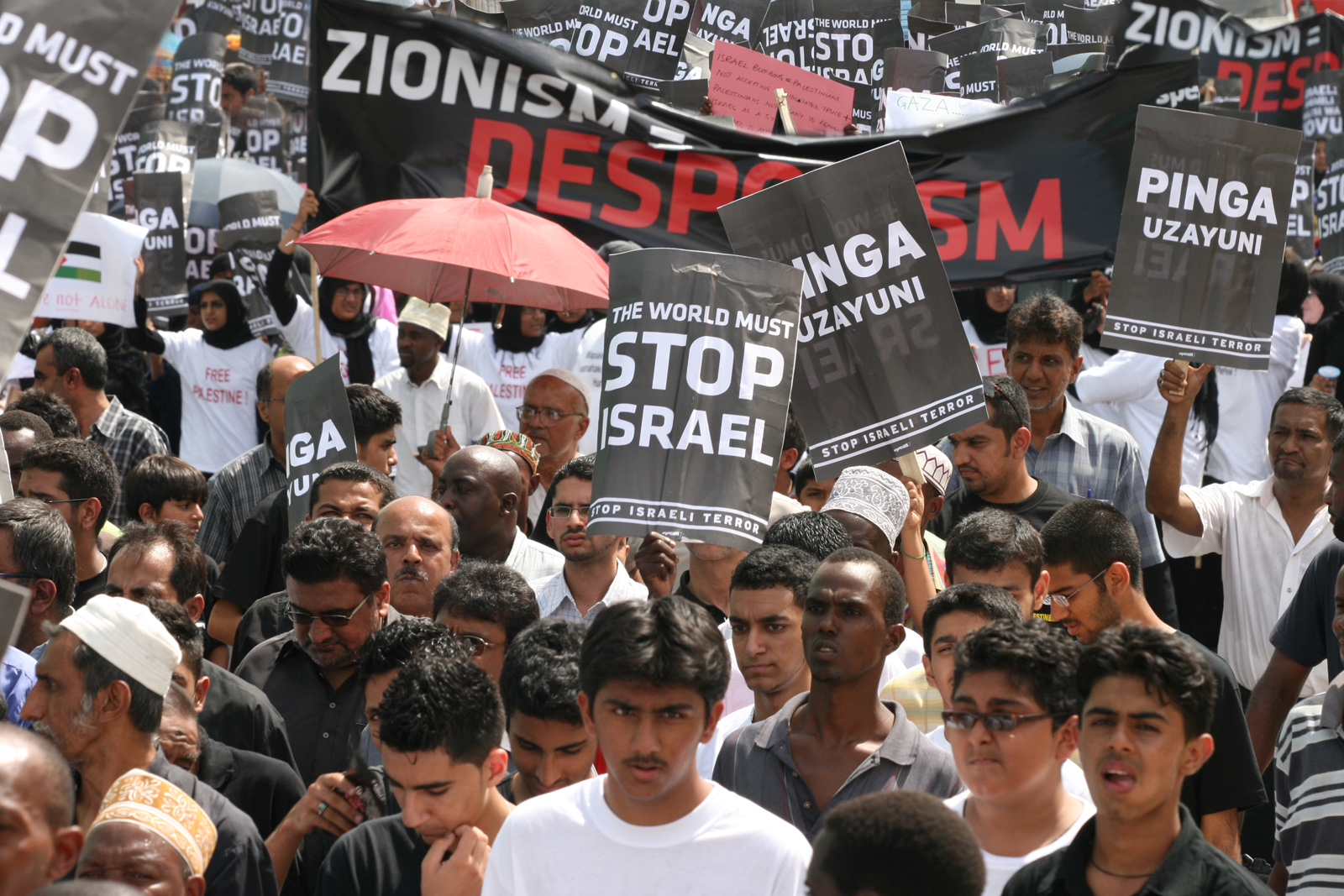
Protesta en contra del conflicto de la Franja de Gaza en Dar es-Salam, Tanzania, 2009.

El antisionismo es la oposición al sionismo o nacionalismo judío que defiende la creación y mantenimiento de un Estado nación propio en el Levante mediterráneo, el Estado de Israel. El término se utiliza para describir varios puntos de vista religiosos, morales y políticos, pero su diversidad de motivaciones y su expresión son lo suficientemente diferentes como para que «antisionismo» no pueda ser visto como una sola ideología u origen. Varios comentaristas han afirmado que el antisionismo se ha convertido en un tipo actual de antisemitismo (neoantisemitismo). Otros comentaristas, como Noam Chomsky, argumentan que los partidarios israelíes a menudo tratan de equiparar el antisionismo con el antisemitismo, para silenciar a la oposición a las políticas del Estado de Israel.
El «antisionismo» inicialmente fue una cuestión interna del mundo judío ya que fueron judíos los primeros que se opusieron al proyecto «sionista» porque pensaban que los judíos debían vivir en medio de los demás pueblos, mezclados con ellos, y no formar un Estado-nación propio tal como defendían los seguidores de Theodor Herzl, padre del sionismo.

## Definición
El sionismo se puede definir como un movimiento que originariamente propugnaba el establecimiento de una comunidad nacional judía en Palestina y más tarde el apoyo del Estado de Israel. El sionismo también es "un movimiento político entre los judíos, que sostiene que los judíos son una nación, y como tal, la necesidad de establecer una patria nacional", y como un movimiento religioso dentro del judaísmo ortodoxo que promueve a los judíos para establecer una comunidad soberana en la tierra de Israel que se rige por la Halajá (ley judía), y como "un movimiento para apoyar el desarrollo y la defensa del Estado de Israel, y para alentar a los judíos a instalarse allí ". Por lo tanto, una definición posible para el antisionismo es la oposición a estos objetivos; y las personas, organizaciones o gobiernos que se oponen a estos objetivos, en cierto sentido son descritos como antisionistas. "Progresivo pensamiento judío y el nuevo antisemitismo", un ensayo publicado por el Comité Judío Estadounidense, llega a la conclusión de que, con la maduración de Israel desde su fundación en 1948, el término antisionismo en el trabajo académico se utiliza a menudo para significar la defensa de la eliminación del Estado de Israel. La oposición a Israel como un Estado judío es el antisionismo o lo que puede ser llamado post-sionismo.

### El antisionismo como antisemitismo

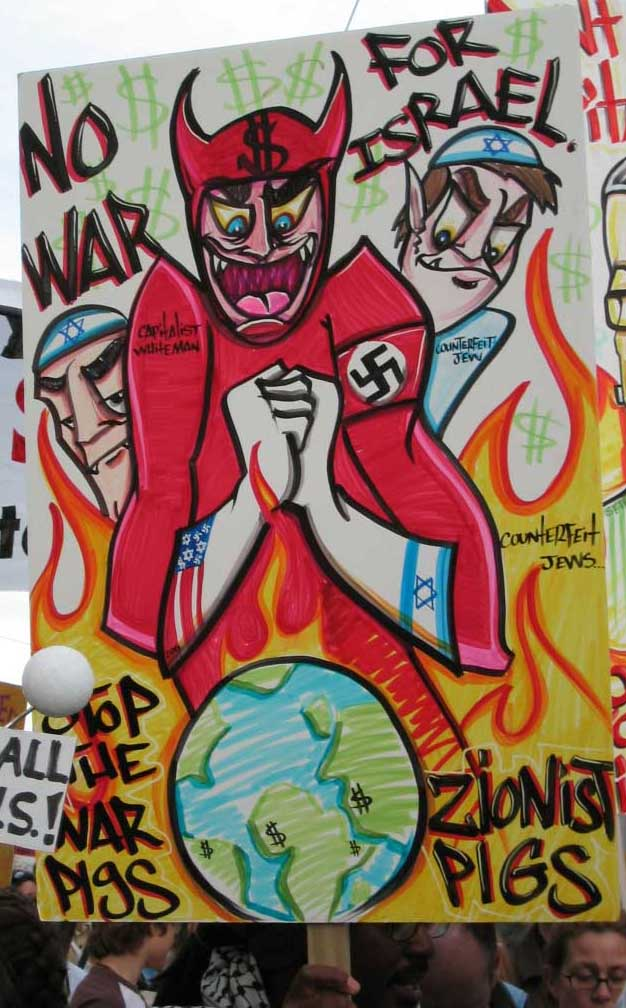
Pancarta de una protesta antimilitarista y antisionista de 2003 en la que aparecen varios de los tópicos antisemitas (la conspiración judía mundial y el amor por el dinero de los judíos), además de reproducir en las caras de los personajes los viejos estereotipos antisemitas para describir a los judíos: nariz grande y ganchuda, ojos almendrados y codiciosos, orejas puntiagudas, etc.). Además se introduce un elemento del nuevo antisemitismo: la identificación de los «sionistas» con los nazis.

Diversos politólogos y sociólogos, como Pierre-André Taguieff, Michel Wieviorka, Maria Luiza Tucci Carneiro o Alain Dieckhoff, han señalado que el antisionismo radical, extremo o absoluto es una forma de nuevo antisemitismo ya que, lejos de ceñirse a la crítica a las políticas de los gobiernos israelíes, lo que es totalmente legítimo, pide la destrucción del Estado de Israel o recurre a los viejos tópicos y mitos antisemitas como «argumentos» para atacar a los «sionistas» identificados con todos los judíos. Según Alain Dieckhoff, «el antisionismo como nueva forma de antisemitismo comienza cuando el derecho a la autodeterminación nacional de los judíos es totalmente rechazado, y alcanza su apogeo cuando se llama a la destrucción del Estado de Israel… Por otro lado este antisemitismo se acompaña generalmente de conspiracionismo». Dieckhoff añade: «allí donde comienza a emerger el problema es cuando el antisionismo se inserta sobre una visión demonizada del sionismo, pretendidamente mundial, y donde toda suerte de visiones fantasiosas del poder judío son vehiculadas».
El antisionismo, advierte Michel Wieviorka, «vira hacia el antisemitismo cuando ya no distingue a los judíos de Israel y ve en ese todo indiferenciado el mal absoluto». «Llamar a los judíos racistas, nazis o usar la palabra “holocausto” para nombrar el conflicto entre Israel y Palestina es tratar de banalizar el Holocausto, minimizando sus consecuencias para el pueblo judío», comenta Maria Luiza Tucci Carneiro.
Pierre-André Taguieff, por su parte, llama al antisionismo radical, absoluto o extremista la «nueva judeofobia» pues acusa a los «sionistas» ―asimilados a los judíos y a los israelíes― de «racismo», de «fascismo», de «expansionismo», de «imperialismo», de «apartheid» y de «genocidio» y defiende una deslegitimación total del Estado de Israel, proponiendo su desmantelamiento o su destrucción violenta. «El “antisionismo” extremista no plantea en absoluto una crítica, perfectamente legítima, de la política puesta en práctica por tal o cual gobierno israelí, ni el cuestionamiento del proyecto sionista tal como se ha definido históricamente. El antisionismo absoluto viene a negar el derecho a la existencia de Israel aunque ese estado exista y los ciudadanos israelíes lo reconozcan como suyo; hace un llamamiento a su eliminación… Todo judío se convierte en un “sionista” a erradicar». Según Taguieff, el ministro de Defensa de Siria lo expresó crudamente en unas declaraciones el 5 de mayo de 2001: «Si cada árabe matara un judío, ya no quedarían judíos». El «antisionista» absoluto cuando denuncia por ejemplo el «complot sionista mundial» o el «lobby judío mundial», según Taguieff, abandona «el análisis político para entrar en una visión mítica de los conflictos, estructurado por el esquema del complot», reciclando así el viejo mito de la «conspiración judía mundial». Concluye Taguieff: el «”sionismo” se ha convertido en el nuevo nombre del diablo… La extrema izquierda antifascista, antirracista y antiimperialista ha encontrado en el “sionismo”, entidad fantaseada, su enemigo absoluto. La asimilación polémica del sionismo con el racismo circula como un lugar común. (…) Los que gritan “¡Muerte a Israel!” en las manifestaciones propalestinas suponen que el Estado de Israel es asimilable al Estado nazi. Merece pues ser destruido. Es este proyecto de aniquilación el que está en el corazón del antisionismo radical...».
Un ejemplo muy temprano del antisionismo como antisemitismo se puede encontrar en el libro del sacerdote lituano Justin Bonaventure Pranaitis El Talmud Desenmascarado ―publicado en latín en 1892 y luego traducido a muchos idiomas― que, según la académica brasileña Maria Luiza Tucci Carneiro, «está dedicado a demostrar las enseñanzas secretas respecto a los cristianos y a los no judíos». Tucci Carneiro cita el siguiente párrafo del libro como un ejemplo de su antisemitismo ―en él, además de aludir al Sionismo Internacional, aparecen algunos de los mitos antisemitas como el que los judíos controlan el mundo, que son avaros o que son racistas―:

Es necesario leer y estudiar el Talmud para comprender el Sionismo Internacional, el orgullo con que los judíos se consideran los dueños del mundo y el poder que poseen para controlar las finanzas y los medios de comunicación a nivel mundial. Reverenciando tan solo el becerro de oro, conservan a través de varios milenios su unidad e identidad racial, política, religiosa y nacional, haciéndolos imaginarse seres superiores, elegidos de Dios y rechazando cualquier tipo de asimilación, personificando con su manera de ser la forma más odiosa de racismo. No creen en el Mesías, sino únicamente en el destino mesiánico del Pueblo de Israel... que deberá dominar y reinar sobre el resto de la humanidad.

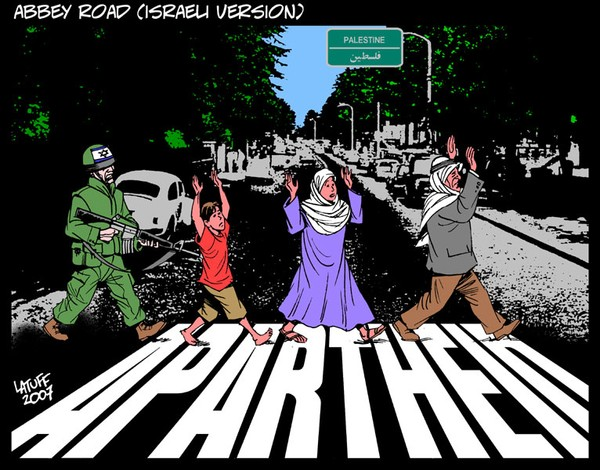
Viñeta de Carlos Latuff en la que se compara la política israelí sobre los palestinos con el sistema del apartheid de Sudáfrica, un ejemplo de antisionismo antisemita según Michel Wieviorka.

La primera manifestación del antisionismo como antisemitismo aparece en la década de 1930 en el seno del movimiento comunista que denuncia el «sionismo» como un imperialismo y como un fascismo. Tras la Segunda Guerra Mundial el antisionismo antisemita de raíz comunista se puso de manifiesto, por ejemplo, en el proceso Slansky de 1952, en el que fueron condenados a muerte 11 de los 14 acusados, todos ellos dirigentes comunistas judíos, por supuestamente haber organizado un «complot sionista» para derribar la Checoslovaquia comunista. Este antisionismo radical también se extendió en los países árabes y entre la extrema derecha.
La Guerra de los Seis Días de 1967 constituyó un punto de inflexión. Entre los judíos de la diáspora el antisionismo prácticamente desapareció, pues todos se aprestaron a defender a Israel frente a los países árabes ―«tuvieron mucho miedo por el Estado judío y sintieron su eventual destrucción como una catástrofe», comenta Michel Wieviorka―, mientras que fuera del mundo judío el antisionismo se incrementó notablemente, tanto en los movimientos comunistas como en el mundo árabe, muy a menudo convertido en puro antisemitismo.
Así, el 10 de noviembre de 1975 la Asamblea General de las Naciones Unidas aprobó la Resolución 3379 que consideró que el «sionismo es una forma de racismo y discriminación racial». Votaron a favor 72 países ―en su mayoría países árabes y comunistas―, 35 en contra ―la mayoría de los países occidentales― y 32 se abstuvieron ―en su mayor parte países latinoamericanos y africanos―.
La identificación entre sionismo y racismo prosiguió. Un ejemplo lo puede constituir la intervención en la Segunda Conferencia de la ONU sobre el Racismo celebrada en Ginebra en 2009 del presidente del gobierno iraní Mahmoud Ahmadinejad durante la cual calificó el sionismo como un «racismo bárbaro», «un tipo de racismo que mancha la imagen de toda la humanidad, en el inicio del tercer milenio» y que esconde «su horrendo rostro de odio». En su discurso también recurrió al viejo mito de la conspiración judía mundial al referirse a «los poderes mundiales, que controlan los inmensos recursos económicos y las ganancias del mundo», que intentan «ganar apoyo para el régimen sionista y ocultar la indignidad y la desgracia de aquel régimen», y a «la conspiración que promueven algunos gobiernos y los círculos sionistas contra las metas y los objetivos de esta conferencia», proponiendo «quitarle la máscara a una campaña que corre en la dirección opuesta a todos los valores y principios humanitarios». Otro ejemplo lo constituye el sitio web antisemita Radio Islam que dispone del enlace «Racismo Judío» en 23 idiomas.

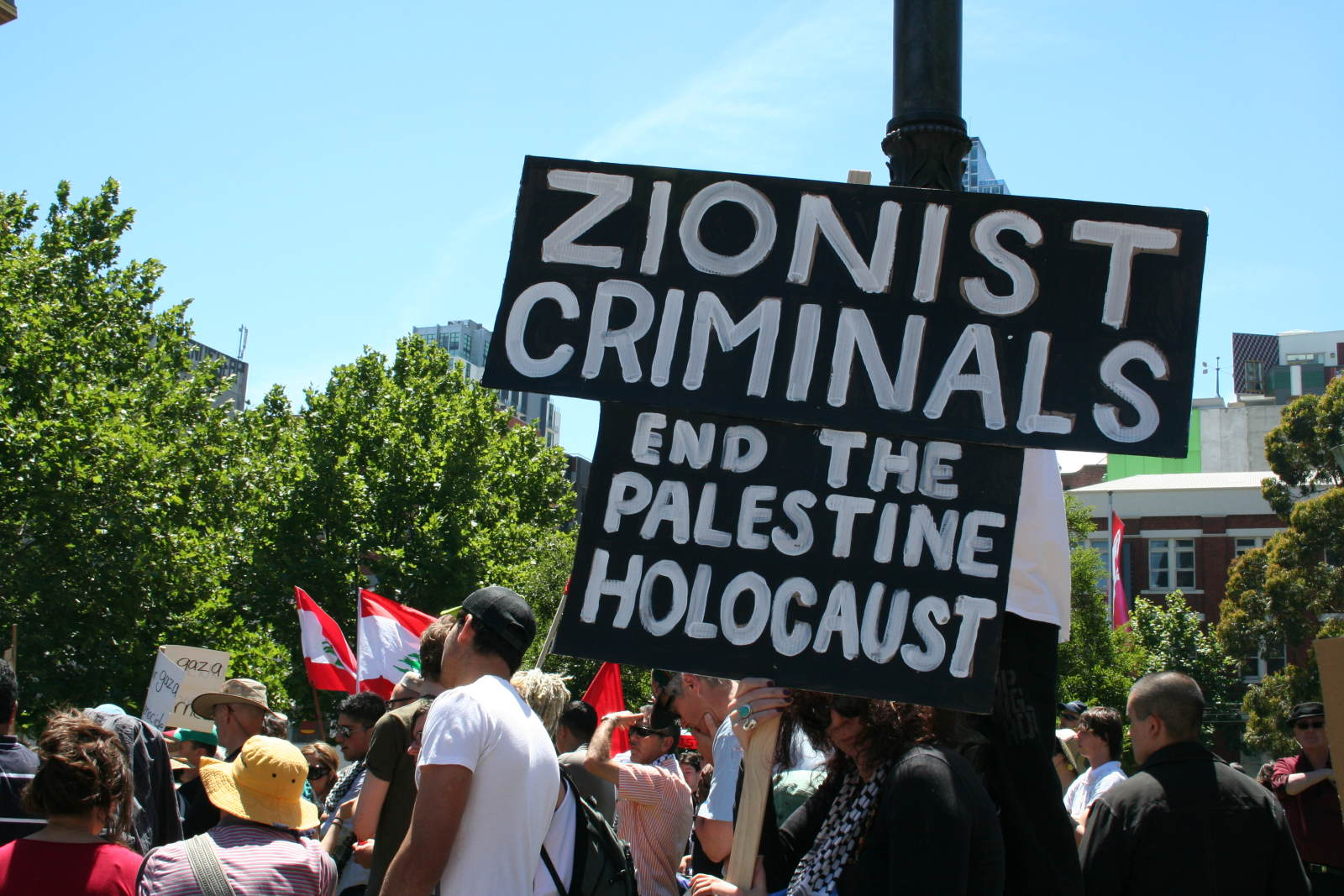
Cartel de una protesta propalestina de 2009 en el que se identifica a los judíos con los «sionistas», calificados de «criminales», y el Holocausto con la política israelí sobre los palestinos, un ejemplo de antisionismo antisemita según el historiador francés Alain Dieckhoff.

En Occidente, por su parte, la imagen del Estado de Israel, fundado en 1948, fue muy positiva hasta principios de la década de 1980. La Guerra de los Seis Días de 1967 ―al ser vista como una lucha de David (Israel) contra Goliat (los países árabes)― así como la Masacre de Múnich de 1972 y los atentados antisemitas perpetrados en Europa, como el atentado de la calle Copernic de París de 1980, reforzaron la simpatía por Israel. La percepción cambió a partir de la invasión de Líbano por Israel en 1982 especialmente cuando se conoció la masacre de Sabra y Chatila de refugiados palestinos perpetrada por las milicias cristianas libanesas ante la pasividad cómplice del ejército israelí. Este cambio en la visión de Israel, especialmente en Europa, se vio reforzado con la Primera Intifada, iniciada en 1987, en la que el ejército israelí reprimió violentamente a los palestinos de los territorios ocupados. «En ese desigual combate, las imágenes de la guerra de los Seis Días se invierten. En adelante, serán los palestinos, armados con piedras, quienes representarán al débil David, frente a Goliat, el ejército israelí».
A raíz de la invasión israelí de Líbano y de la cruenta represión de la Segunda Intifada el «antisionismo» se extendió por Occidente, revistiendo en ocasiones un carácter antisemita, sobre todo cuando cuestiona la existencia misma del Estado de Israel y propugna la expulsión de Palestina de todos los judíos, identificando judío con «sionista». Se trata del antisionismo radical que yendo más allá de la crítica legítima a Israel, deduce de su actuación el carácter maléfico de los judíos como tales, identifica el sionismo con el racismo, considera a Israel como un estado imperialista e incluso llega a comparar a los israelíes con los nazis o a afirmar que se está cometiendo un «auténtico holocausto» contra el pueblo palestino. En este caso «el antisemitismo y el antisionismo son una sola y misma cosa».
La «nueva judeofobia», como llama Taguieff al antisionismo radical, no es un antisemitismo racista sino que se presenta como un antirracismo acusando a los «judíos sionistas» de ser racistas e incluso de ser genocidas y nazis por estar llevando a cabo Israel un supuesto programa de exterminio sistemático del pueblo palestino. «La nazificación de Israel implica que los “judíos sionistas” habrían pasado del estatuto de “víctimas” al de “verdugos”: así pueden ser estigmatizados como los “nazis” de hoy. (…) Así, si el Estado de Israel, realización del proyecto sionista, es un “Estado racista”, “imperialista” y “opresor”, entonces la “resistencia” no solo es necesaria, sino que puede utilizar todos los medios, incluida la violencia terrorista, para alcanzar el buen fin: eliminar el supuesto “Estado racista” y “fascista”. “Los que sufren”, los “humillados” y los “desesperados” tienen todos los derechos, incluido el de cometer atentados suicidas provocando la muerte de civiles del pueblo enemigo».
Un elemento que vincula el antisionismo con el antisemitismo es el uso que hacen de él los negacionistas del Holocausto, como Robert Faurisson, que en 1980 declaró en la emisora de radio Europa 1: «La supuesta masacre de los judíos y la supuesta existencia de las cámaras de gas no forman sino una sola y única estafa político-financiera, cuyos principales beneficiarios son el Estado de Israel y el movimiento sionista internacional, y las principales víctimas, el pueblo alemán, pero no sus dirigentes, y el pueblo palestino». De esta forma, comenta Michel Wieviorka, Faurisson plantea «la argumentación que relaciona el viejo tema de los judíos ávidos de riqueza, el complot judío mundial conocido como "movimiento sionista internacional" y la causa palestina».

#### Ejemplos de posturas antisionistas antisemitas

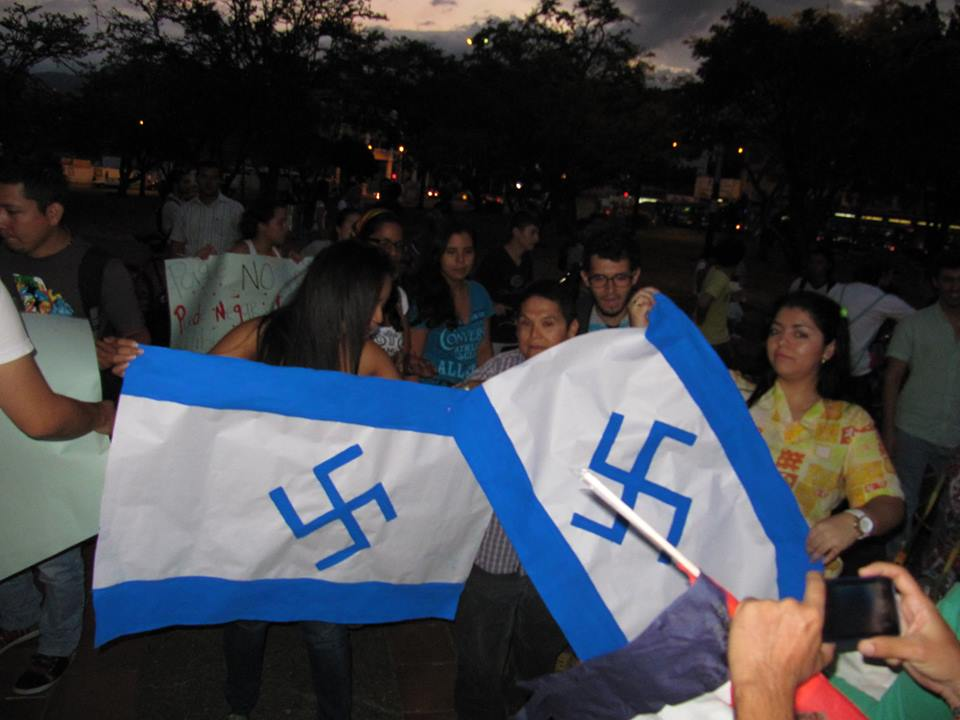
Protesta propalestina de 2014 en la que la estrella de David de la bandera de Israel ha sido sustituida por la esvástica, pretendiendo identificar así al Estado de Israel con el Estado nazi, una ejemplo de antisionismo antisemita, según Pierre-André Taguieff.

Algunos antisionistas apuntan que el Estado de Israel es ilegítimo en su origen, por haber sido el resultado de una imposición británica, presionada por el movimiento sionista respaldado por poderosos medios financieros. Además, se señala que desde su fundación en 1948 Israel ha mantenido una política expansionista, agresiva y de ocupación sobre los territorios de todos sus países vecinos. También han señalado la supuesta inspiración teocrática o de fanatismo religioso que asumen los defensores del Estado israelí, incompatible con las democracias seculares occidentales. Para ello argumentan que la colonización israelí en los territorios ocupados ha sido condenada en diversas resoluciones de las Naciones Unidas, con el «desacato» o «desatención» del gobierno israelí sobre estas resoluciones y hacia el derecho internacional.
Otros antisionistas postulan que el gobierno israelí ha impulsado políticas «racistas» sin ninguna calidad democrática y contraria a los derechos humanos. Liliana Córdova, de la llamada «Red Internacional Judía Antisionista», ha llegado a afirmar que “el sionismo tiene las mismas bases ideológicas que el antisemitismo”, al existir una supuesta estrategia deliberada para intentar asimilar el sionismo con el judaísmo y así poder justificar el colonialismo israelí.
También han destacado otros antisionistas el enorme poder de presión política y financiera que ejercen los lobbys sionistas en la política interna de los Estados Unidos y en el diseño de la política exterior estadounidense, a través de organizaciones como la Organización Sionista de Estados Unidos (ZOA por sus siglas en inglés) y el Comité estadounidense de asuntos públicos de Israel (AIPAC por sus siglas en inglés) que supuestamente cuentan con un muy importante respaldo financiero de la banca, compañías petroleras y magnates asociados a Wall Street.
La llamada «Red internacional judía antisionista» ha declarado en 2014 que «El sionismo es racista», utilizando como argumento la existencia de plataformas de objeción de conciencia contra el reclutamiento en el ejército israelí por estar en contra de las acciones que se perpetran contra los palestinos.
Por su parte el español Carlos Bayo ha afirmado que la acusación de antisemitismo se ha convertido en el arma predilecta de los «sionistas» para intentar acallar o silenciar cualquier tipo de crítica al Estado de Israel y sus acciones.
Maciek Wisniewski señala, por su parte, que el intento de igualación entre judaísmo y sionismo, ha sido una manipulación histórica con fines geopolíticos y coloniales para justificar la existencia del Estado de Israel.

## Antisionismo dentro de la comunidad judía

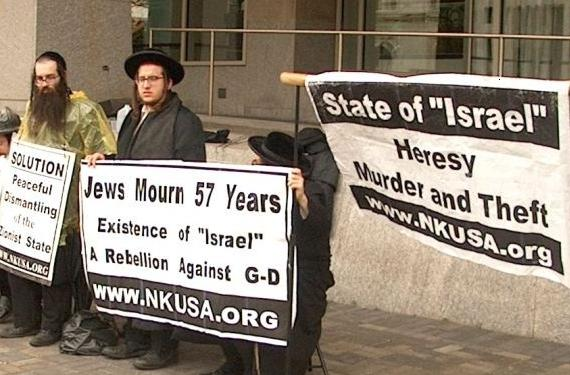
Los miembros de Neturei Karta piden el desmantelamiento del Estado de Israel en la conferencia AIPAC en Washington D. C. en 2005.

El antisionismo judío es tan antiguo como el sionismo en sí mismo, y gozó del apoyo predominante en la comunidad judía hasta la Segunda Guerra Mundial. La comunidad judía no es un solo grupo unido y las respuestas varían entre y dentro de los grupos judíos. Una de las principales divisiones es entre judíos seculares y judíos religiosos. Las razones de la oposición secular al movimiento sionista son muy diferentes de las de los judíos religiosos. La oposición a un estado judío ha cambiado con el tiempo y ha adquirido un espectro diverso de aspectos religiosos, éticos y políticos.
La legitimidad de los puntos de vista antisionistas ha sido cuestionada hasta el día de hoy, incluida la relación más reciente y disputada entre el antisionismo y el antisemitismo. También se han discutido otros puntos de vista relacionados con las diversas formas de antisionismo.

### Previo a 1948
Hay una larga tradición del antisionismo judío que se ha opuesto al proyecto sionista desde sus orígenes. Los bundistas, los autónomistas, el judaísmo reformista y los Agudat, consideraron que tanto la lógica como las ambiciones territoriales del sionismo como defectuosas. El judaísmo ortodoxo, que fundamenta las responsabilidades cívicas, y los sentimientos patrióticos en la religión se opuso enérgicamente al sionismo porque, aunque los dos compartían los mismos valores, el sionismo defendía el nacionalismo en forma secular y usaba "Sión", "Jerusalén", "Tierra de Israel", "redención" y "reunión de los exiliados" como expresiones literales en lugar de sacras, tratando de hacerlas realidad en este mundo. Los judíos ortodoxos también se opusieron a la creación de un Estado judío antes de la aparición del mesías, ya que sería una contradicción de la voluntad divina. Por el contrario, los judíos reformistas rechazaron el judaísmo como una identidad nacional o étnica, y renunciaron a cualquier expectativa mesiánica a consecuencia del establecimiento de un Estado judío.

### Después de la Segunda Guerra Mundial y la creación de Israel
Las actitudes cambiaron durante y después de la guerra. En mayo de 1942, antes de que el Holocausto fuera revelado en toda su magnitud, el Programa Biltmore proclamó una desviación fundamental de la política sionista tradicional de una "patria" con su demanda "de que Palestina se establezca como una comunidad judía". La oposición a la firme e inequívoca posición oficial del sionismo hizo que algunos sionistas prominentes establecieran su propio partido, Ichud (Unificación), que abogaba por una federación árabe-judía en Palestina. La oposición al Programa Biltmore también llevó a la fundación del Consejo estadounidense antisionista para el judaísmo.
El conocimiento pleno del Holocausto alteró las opiniones de muchos de los que habían criticado al sionismo antes de 1948, incluido el periodista británico Isaac Deutscher, un socialista y ateo que sin embargo enfatizó la importancia de sus raíces judías. Antes de la Segunda Guerra Mundial, Deutscher se opuso al sionismo por ser económicamente retrógrado y perjudicial para la causa del socialismo internacional, pero después del Holocausto lamentó sus opiniones de antes de la guerra, argumentando que el establecimiento de Israel era una "necesidad histórica" para proporcionar un refugio a los judíos supervivientes de Europa. En la década de 1960, Deutscher renovó su crítica del sionismo, porque Israel no se hacía cargo del despojo que infligía a los palestinos.
Otras objeciones se relacionan con el mantenimiento de una mayoría judía dentro del actual estado de Israel.
El post-sionismo, un término relacionado, ha sido criticado por ser considerado equivalente al antisionismo.

## El antisionismo fuera de la comunidad judía

### Árabe secular
Según el filósofo Michael Neumann, el sionismo como una "amenaza expansionista" ha provocado la hostilidad árabe hacia Israel e incluso el antisemitismo. El sentimiento antisionista se ha incrementado con los conflictos árabe-israelíes en curso: a partir de junio de 1967, con la Guerra de los Seis Días en que Israel ganó el control de la península del Sinaí, la Franja de Gaza, la Cisjordania, Jerusalén Este y los Altos del Golán ; durante la Guerra del Líbano de 1982 cuando las Fuerzas de Defensa de Israel invadieron el sur de Líbano, atacando la OLP, así como Siria, fuerzas izquierdistas y musulmanes libaneses, lo que lleva a la ocupación israelí del sur del Líbano; el 2002 la Operación Escudo Defensivo en Cisjordania, incluyendo el ataque contra el campamento de refugiados de Jenin ; la Guerra del Líbano de 2006 ; y en 2008-2009, el conflicto entre Israel y Gaza.
Por el contrario, un sondeo de 507 árabes israelíes realizado por el Instituto de la Democracia Israelí en 2007 encontró que el 75 por ciento profesan apoyo para el estado de Israel como Estado judío y democrático, que garantiza la igualdad de derechos para las minorías. Apoyo árabe israelí por una constitución en general fue del 88 por ciento.

### Musulmán
El antisionismo musulmán considera el estado de Israel una intrusión en lo que muchos musulmanes consideran como Dar al-Islam, un dominio legítimo, y de forma permanente, gobernó solamente por los musulmanes debido al hecho de que fue conquistado históricamente en el nombre del Islam.
Grupos musulmanes palestinos y otros, así como el gobierno de Irán (desde la Revolución Islámica de 1979), insisten en que el Estado de Israel es ilegítimo y se niegan a referirse a él como "Israel", hablando en su lugar de «entidad sionista» (en árabe, الكيان الصهيوني al-Kayân al-Sahyuni), «régimen sionista» (en persa, رژیم صهیونیستی, trsc. reyim-e sehiunistí), «régimen de ocupación de Jerusalén», etc. Mapas islámicos del Medio Oriente con frecuencia no muestran el estado de Israel. En una entrevista con la revista Time en diciembre de 2006, el entonces presidente de Irán Mahmud Ahmadineyad dijo: «Todo el mundo sabe que el régimen sionista es una herramienta en manos de los Estados Unidos y los gobiernos británicos».
El Gran Muftí de Jerusalén, Mohammed Amin al Huseini se opuso a la inmigración judía a Palestina antes de la creación del estado de Israel, y en varios casos documentados expresó su hostilidad hacia los judíos en general, y hacia los sionistas en particular.

### Cristiano

#### Antisionismo desde la Iglesia católica
La respuesta inicial de la Iglesia católica al sionismo parecía ser una de fuerte oposición. Poco después de la conferencia de Basilea de 1897, el periódico católico Civiltà Cattolica dio una valoración bíblico-teológica acerca del sionismo político: "1827 años han pasado desde que la predicción de Jesús de Nazareth se cumplió... que [después de la destrucción de Jerusalén] los judíos serían llevados lejos para ser esclavos entre las naciones y que deberían permanecer en dispersión [diáspora, galut] hasta el fin del mundo". Así mismo, Civiltà Cattolica consideró que a los judíos no debería permitírsele regresar a Palestina con soberanía: "Según las sagradas escrituras, el pueblo judío debe vivir siempre disperso y vagabundo antre las otras naciones, para que puedan rendir testimonio de Cristo no solo por las escrituras... sino por su propia existencia".
Aun así, Theodor Herzl viajó a Roma a finales de enero de 1904, después del sexto congreso sionista (agosto de 1903) y 6 meses antes de su muerte, en busca de algún tipo de apoyo. El 22 de enero, Herzl se reunió en primer lugar con el secretario de estado, el cardenal Rafael Merry del Val. Según las notas en el diario privado de Herzl, el cardenal estuvo de acuerdo en que la historia de Israel es la misma de la Iglesia católica, pero pidió de antemano una conversión de los judíos al catolicismo. Tres días después, Herzl se reunió con el Papa Pío X, quien respondió a su requerimiento de apoyo al retorno judío a Israel en los mismos términos, diciendo que "No somos capaces de favorecer este movimiento. No podemos evitar que los judíos vayan a Jerusalén, pero nunca podremos sancionarlo... los judíos no han reconocido a nuestro señor, por lo tanto no podemos reconocer al pueblo judío".
En 1922, el mismo periódico publicó un artículo de su corresponsal en Viena que decía: "El antisemitismo es nada más que la reacción absolutamente necesaria y natural a la arrogancia de los judíos... el antisemitismo católico —mientras no vaya más allá de la ley moral— adopta todas las medidas necesarias para emancipar al pueblo cristiano del abuso que sufren de su enemigo jurado". Esta actitud inicial cambió durante los siguientes cincuenta años, hasta 1997, cuando en el simposio vaticano de ese año, el papa Juan Pablo II rechazó las raíces cristianas del antisemitismo, expresando que "Las interpretaciones equivocadas e injustas del nuevo testamento en relación al pueblo judío y su supuesta culpa [en la muerte de Cristo] circularon por demasiado tiempo, engendrando sentimientos de hostilidad hacia este pueblo".

#### Posiciones del Consejo Mundial de Iglesias
El Consejo Mundial de Iglesias ha sido descrito como la toma de posiciones antisionistas en relación con sus críticas a la política israelí. Creen que el Consejo se ha centrado de manera desproporcionada sobre las actividades y publicaciones que critican a Israel en comparación con otros temas de derechos humanos. Los miembros del consejo han sido caracterizados por el exministro de Justicia de Israel Amnón Rubinstein como antisionistas, diciendo que simplemente odian a Israel.

#### Iglesia Presbiteriana de EE.UU.
Después de la publicación de El sionismo sin resolver, que en un principio se elogió como "una valiosa oportunidad para explorar la ideología política del sionismo", la Iglesia Presbiteriana de EE. UU. retiró de inmediato la venta de la publicación en su sitio web, luego de las críticas de que esto fue un acto antisionista, un crítico afirmó que postula que el conflicto palestino-israelí es alimentado por una "patología inherente al sionismo".

### Unión Soviética
Desde 1928-1934, durante el llamado "Tercer Período" de la Unión Soviética, el sionismo fue declarado ilegal. Pero a finales de 1930, la posición oficial del sionismo comenzó a cambiar a una más favorable. En la enciclopedia soviética de este tiempo, se señaló que la migración judía a Palestina se había convertido en un "factor de progreso", porque muchos de los trabajadores estaban sobre la izquierda. A principios de 1947, la Unión Soviética apoyó la partición de Palestina. Iósif Stalin quería usar a los Judíos en Palestina contra el imperialismo británico, y establecer un punto de apoyo para la URSS en el Oriente Medio.
Durante los últimos años del régimen de Stalin, el apoyo oficial a la creación de Israel en 1948 fue sustituido por el fuerte sentimiento de antisionismo. El nivel de confrontación con los que se consideran como antisoviéticos "nacionalistas judíos" era atenuado después de la muerte de Stalin en 1953, pero la posición oficial de la oposición al sionismo se mantuvo en vigor: el Comité Antisionista del público soviético, así como numerosas otras iniciativas, fueron patrocinadas por el estado.
Como se indica en la tercera edición de la Gran Enciclopedia Soviética (1969-1978), la posición del Partido Comunista de la Unión Soviética durante la Guerra Fría se convirtió en: "los principales depósitos del sionismo moderno son militantes chovinismo, el racismo, el anticomunismo y antisovietismo,... lucha abierta y encubierta contra los movimientos de liberación y la URSS ".
Al mismo tiempo, el espectro de la lealtad judía a Israel en medio de las tensiones del conflicto árabe-israelí aumentó los temores de la disidencia interna y la oposición. El gobierno soviético liquidó casi todas las restantes organizaciones judías. Colocó sinagogas bajo vigilancia policial, tanto de forma abierta y mediante el uso de informantes. Al mismo tiempo, la restricción general sobre el derecho de los objetores, o Judíos soviéticos que buscan emigrar a Israel, surgió como un tema importante de los derechos humanos en Occidente.

### Internacional
Los sentimientos antisionistas también se manifestaron en organizaciones como la Organización para la Unidad Africana y el Movimiento de Países No Alineados, que aprobó resoluciones que condenan el sionismo y que equiparan con el racismo y el apartheid durante la década de 1970. Esto culminó en la aprobación por la Asamblea General de las Naciones Unidas de la Resolución 3379 en noviembre de 1975, que declaró que "el sionismo es una forma de racismo".
La decisión fue revocada el 16 de diciembre de 1991, cuando la Asamblea General aprobó la Resolución 4686, que derogaba a la Resolución 3379, por el voto de 111 a 25, con 13 abstenciones y 17 delegaciones ausentes. Trece de los 19 países árabes, incluidos los que participan en las negociaciones con Israel, votaron en contra de la derogación, otros seis estaban ausentes. Ningún país árabe votó a favor de la derogación. La Organización para la Liberación de Palestina denunció la votación. Todos los países ex-comunistas y la mayoría de los países africanos que habían apoyado la Resolución 3379 votaron para derogarla. Sólo cuatro países no musulmanes votaron en contra de la resolución: Cuba, Sri Lanka, Corea del Norte y Vietnam. Del mismo modo, sólo cuatro países musulmanes votaron por la resolución: Costa de Marfil, Albania, Gambia y Nigeria El resto se abstuvo (incluida Turquía) o ausentaron.

### Afroamericana
Después de que Israel conquistó el territorio ocupado previamente por Jordania y Egipto (Judea y Samaria y la Franja de Gaza respectivamente) tras la Guerra de los Seis Días de 1967, algunos afroamericanos apoyaron a los palestinos y criticaron las acciones de Israel, por ejemplo, apoyar públicamente al líder palestino Yasser Arafat y llamar a la destrucción del Estado judío. Inmediatamente después de la guerra, la organización black power Comité Coordinador Estudiantil No Violento publicó un boletín criticando a Israel, y afirmando que la guerra fue un esfuerzo por recuperar la tierra palestina y que durante la guerra de 1948, " los sionistas conquistaron los hogares árabes y la tierra mediante el terror, la fuerza y masacres ". El apoyo afroamericano de los palestinos es con frecuencia debido a la consideración de los palestinos como personas de color - el politólogo Andrew Hacker escribe: "La presencia de Israel en el Medio Oriente se percibe como frustrar el estatus legítimo de las personas de color. Algunos negros ven a Israel como esencialmente un poder blanco y europeo, con el apoyo desde el exterior, y en el espacio de ocupación que por derecho le pertenece a los habitantes originarios de Palestina ".